# 平成25年度全国高等学校総合体育大会
平成25年度全国高等学校総合体育大会（へいせい25ねんどぜんこくこうとうがっこうそうごうたいいくたいかい）は、2013年（平成25年）7月から2014年（平成26年）2月にかけて行われた全国高等学校総合体育大会である。
実施33競技のうち、29競技による夏季大会が2013年7月28日 - 8月20日を開催期間として北部九州ブロック4県で、冬季大会の4競技が競技種目ごとに下記開催地および開催期間にてそれぞれ実施された。

## 夏季大会
夏季大会は、大分県を中心とする北部九州4県で開催された。

### 概要
- 愛称：2013 未来をつなぐ 北部九州総体
- スローガン：「吹きわたれ 若人の風 北部九州へ」
- 総合開会式：大分スポーツ公園大分銀行ドーム
- 開催地：大分県（総合開会式など）、福岡県、佐賀県、長崎県
- 特別協賛：日本コカ・コーラ
- 協賛：日本郵政グループ・フォトクリエイト・JTB
- 特別協力：環境省

### 実施競技・会場一覧

#### 大分県
- 陸上競技
- バスケットボール
- ソフトテニス
- 登山
- 自転車競技（トラック・ロード）
- ホッケー
- フェンシング
- カヌー

#### 佐賀県
- 体操競技
- 女子サッカー
- ハンドボール
- 剣道
- ボクシング
- ヨット
- アーチェリー
- なぎなた

#### 福岡県
- サッカー
- バレーボール
- 水泳競技（飛込・水球）
- バドミントン
- ソフトボール
- 柔道
- ボート
- テニス
- 卓球
- 弓道

#### 長崎県
- 競泳
- レスリング
- ウエイトリフティング
- 空手道
- 相撲

## 冬季大会
平成25年度全国高等学校総合体育大会では、2013年（平成25年）12月から2014年（平成26年）2月にかけてスキー、スケート・アイスホッケー、ラグビーフットボール、駅伝の4競技が冬季大会として開催された。

### スキー大会
スキー大会は、第63回全国高等学校スキー大会として2014年2月5日 - 2月8日に福島県猪苗代町、秋田県鹿角市で開催された。スローガンは、「舞え、猪苗代の雪とともに 飛べ、東北の大地を踏みしめて」。

#### 概要
- 主催：公益財団法人全国高等学校体育連盟、公益財団法人全日本スキー連盟、福島県、秋田県、福島県教育委員会、秋田県教育委員会、猪苗代町、鹿角市、猪苗代町教育委員会、鹿角市教育委員会
- 共催：読売新聞社
- 後援：文部科学省、公益財団法人日本体育協会、日本放送協会（NHK）、公益財団法人福島県体育協会、公益財団法人秋田県体育協会、猪苗代町体育協会、NPO法人鹿角市体育協会
- 主管：公益財団法人全国高等学校体育連盟スキー専門部、福島県高等学校体育連盟、秋田県高等学校体育連盟、福島県スキー連盟、秋田県スキー連盟、鹿角市スキー連盟

#### 実施競技・会場一覧
| 競技名 | 競技名                   | 競技名 | 会場地         | 会場                                 |
| ------ | ------------------------ | ------ | -------------- | ------------------------------------ |
| スキー | アルペン                 |        | 福島県猪苗代町 | 猪苗代スキー場 ミネロ                |
| スキー | クロスカントリー         |        | 福島県猪苗代町 | 猪苗代町クロスカントリースキーコース |
| スキー | スペシャルジャンプ       |        | 秋田県鹿角市   | 花輪スキー場花輪シャンツェ           |
| スキー | ノルディックコンバインド |        | 秋田県鹿角市   | 花輪スキー場クロスカントリーコース   |

### スケート・アイスホッケー大会
スケート・アイスホッケー大会は、第63回全国高等学校スケート競技・アイスホッケー競技選手権大会として2014年1月20日 - 1月24日に青森県八戸市、三沢市、南部町で開催された。スローガンは、「いざ競え 氷上の絆 輝かせ」。

#### 概要
- 主催：公益財団法人全国高等学校体育連盟、公益財団法人日本スケート連盟、公益財団法人日本アイスホッケー連盟、青森県、青森県教育委員会、八戸市、八戸市教育委員会、三沢市、三沢市教育委員会、南部町、南部町教育委員会
- 共催：読売新聞社
- 後援：文部科学省、公益財団法人日本体育協会、日本放送協会、公益財団法人青森県体育協会、八戸市体育協会、一般財団法人三沢市体育協会、南部町体育協会
- 主管：公益財団法人全国高等学校体育連盟スケート専門部、青森県高等学校体育連盟、青森県スケート連盟、青森県アイスホッケー連盟

#### 実施競技・会場一覧
| 競技名         | 競技名 | 会場地               | 会場                                          |
| -------------- | ------ | -------------------- | --------------------------------------------- |
| スピード       |        | 八戸市               | 八戸市長根公園パイピングスケートリンク        |
| フィギュア     |        | 三沢市               | 三沢アイスアリーナ                            |
| アイスホッケー |        | 八戸市               | テクノルアイスパーク新井田 田名部記念アリーナ |
| アイスホッケー | 南部町 | ふくちアイスアリーナ |                                               |

### ラグビーフットボール大会
ラグビーフットボール大会は、第93回全国高等学校ラグビーフットボール大会として2013年（平成25年）12月27日 - 2014年（平成26年）1月8日に大阪府東大阪市の花園ラグビー場、花園中央公園多目的球技広場で開催された。

### 駅伝大会
駅伝大会は、男子第64回女子第25回全国高等学校駅伝競走大会として2013年（平成25年）12月26日に京都府京都市の京都市西京極総合運動公園陸上競技場、京都市西京極陸上競技場付設マラソンコースで開催された（開会式は島津アリーナ京都、閉会式は西京極陸上競技場で実施）。

#### 概要
- 主催：公益財団法人全国高等学校体育連盟、公益財団法人日本陸上競技連盟、毎日新聞社、京都府、京都府教育委員会、京都市、京都市教育委員会
- 後援：文部科学省、日本放送協会
- 主管：公益財団法人全国高等学校体育連盟陸上競技専門部、一般財団法人京都陸上競技協会、京都府高等学校体育連盟

#### 大会記録

##### 入賞校
| 全国高等学校駅伝競走大会\| | 全国高等学校駅伝競走大会\| | 優勝              | 2位             | 3位               | 4位                 | 5位               | 6位               | 7位                 | 8位                 |
| -------------------------- | -------------------------- | ----------------- | --------------- | ----------------- | ------------------- | ----------------- | ----------------- | ------------------- | ------------------- |
| 2013年 （平成25年）        | 男子第64回大会             | 山梨学院 （山梨） | 大牟田 （福岡） | 伊賀白鳳 （三重） | 世羅 （広島）       | 佐久長聖 （長野） | 小林 （宮崎）     | 八千代松陰 （千葉） | 学法石川 （福島）   |
| 2013年 （平成25年）        | 女子第25回大会             | 豊川 （愛知）     | 興譲館 （岡山） | 須磨学園 （兵庫） | 立命館宇治 （京都） | 青森山田 （青森） | 山梨学院 （山梨） | 常磐 （群馬）       | 薫英女学院 （大阪） |

##### 区間賞
| 全国高等学校駅伝競走大会\| | 全国高等学校駅伝競走大会\| | 1区                            | 2区                          | 3区                              | 4区                          | 5区                                        | 6区                        | 7区                          |
| -------------------------- | -------------------------- | ------------------------------ | ---------------------------- | -------------------------------- | ---------------------------- | ------------------------------------------ | -------------------------- | ---------------------------- |
| 2013年 （平成25年）        | 男子第64回大会             | 廣末卓 （小林） 29'45"         | 河野誉 （小林） 8'08"        | ポール・カマイシ （世羅） 23'20" | 川戸拓海 （伊賀白鳳） 23'07" | 角出龍哉 （伊賀白鳳） 8'47"                | 下史典 （伊賀白鳳） 14'27" | 酒井雅喜 （佐久長聖） 14'31" |
| 2013年 （平成25年）        | 女子第25回大会             | 由水沙季 （筑紫女学園） 19'28" | 福田有以 （須磨学園） 12'44" | 加治屋ななこ （豊川） 9'33"      | 岡本春美 （常磐） 9'10"      | ローズメリー・ワンジル （青森山田） 15'29" | -                          | -                            |

## 広告展開
- 大会期間中に主催者である読売新聞にて特別協賛社である日本コカ・コーラのTwitter連動広告を掲載し、参加する高校生の応援に一役買った。